# Henry Charles
Henry Charles (10 novembre 1966) è un ex giocatore di calcio a 5 zimbabwese.
Utilizzato nel ruolo di giocatore di movimento, ha come massimo riconoscimento in carriera la partecipazione con la Nazionale di calcio a 5 dello Zimbabwe al FIFA Futsal World Championship 1989 dove la nazionale africana non ha superato il primo turno, affrontando Stati Uniti, Italia e Australia.